# Резервная армия 1813 года
Резервная армия —  пограничная резервная армия была учреждена 1 марта 1813 года именным Высочайшим указом императора Александра I, от 24 февраля 1813 года, под командованием генерала от инфантерии князя  Лобанова-Ростовского с целью «удобства комплектования действующих за границей войск».

## Дислокация
Своим указом Александр I определил район дислокации Резервной армии, для лучшего и удобнейшего комплектования войск, действовавших вне пределов России, обозначенный городами: Гродно, Лида, Минск, Слуцк, Пинск, Ковель, Люблин, Остроленка, Щучин. Император присвоил командующему армией генералу от инфантерии князю Лобанову-Ростовскому право «преимущества Главнокомандующего большой действующей Армией», за исключением награждать подчиненных и управлять губерниями, входящими в район дислокации. Главной квартирой армии стал Белосток. Генерал-квартирмейстером армии был назначен генерал-майор Вистицкий.

## Состав
В состав армии входили формировавшиеся резервы:
- пехотные в Бобруйске, Белице, С-Петербурге, Ярославле;
- кавалерийские под управлением генерала от кавалерии А. С. Кологривова[5];
- артиллерийские роты в границах Империи.

Армия имела корпусной состав.
Пехотные корпуса:
- 1-й пехотный корпус генерал-майора П. Я. Башуцкого из 7 дивизий (3, 4, 5, 6, 14, 21, 25). Башуцкий выполнил задание Александра I по устройству и вооружению 41 батальона ;
- 2-й пехотный корпус генерал-лейтенанта А. А. Клейнмихеля из 7 дивизий (гвардейская и 1, 2, 7, 11, 23, 24). Клейнмихель впоследствии блокировал крепость Модлин[6];
- 3-й пехотный корпус генерал-лейтенанта В. И. Брозина[7] из 6 дивизий (9, 12, 15, 17, 26, 27);
- 4-й пехотный корпус генерал-лейтенанта П. И. Эссена из 6 дивизий (8, 10, 13, 16, 18, 22) . Эссен в период боевых действий блокировал крепости Мец и Шарлуи, и заставил их сдаться на капитуляцию[8] .

## Создание резервов
Героическая работа «тыла» обеспечила успешные действия русских полевых войск, как в России, так и за границей в противостоянии с Наполеоном в 1812—1813 годах. Напротив, Наполеон потерял армию в 1812 году «во многом из–за провалов в работе тыла». К середине марта 1813 года Резервная армия направила в действующую армию 37 484 человек подготовленных резервов.

### Кавалерийские резервы
Превосходство русских войск в «лёгкой кавалерии» сыграло «ключевую роль в деле лишения наполеоновской армии провианта и времени для отдыха во время отступления от Москвы», что привело в итоге к её гибели. Наполеон потерял фактически «всех лошадей с которыми вторгся в пределы России». В весеннюю компанию 1813 года «именно нехватка кавалерии» не позволила Наполеону разбить русско-прусскую объединенную армию и вынудила Наполеона согласиться на двухмесячное перемирие, которое для него имело «роковое» значение.
В 1812—1813 годах по указанию Александра I генерал А. С. Кологривов формировал «основную массу кавалерийских резервов». Подготовка кавалеристов «была гораздо более сложным делом, чем превращение рекрутов в боеспособную пехоту». Сложным делом было «первое знакомство крестьянского рекрута со своим конем». Необходимо было научить поить, кормить, заботиться о свой лошади в условиях военных действий. Большая часть лошадей для армии приобреталась в России. К началу 1800 году в России действовало «250  частных конных заводов». Они поставляли на возмездной основе лошадей для «большей части кирасирских» и драгунских полков Русской армии. Британский представитель Роберт Вильсон, прикомандированный к Главной квартире Александра I, вспоминал, что «лошади в русских полках тяжелой кавалерии отличались … ростом, силой, энергичностью и выносливостью». Примесь других кровей лишала их «грубости и делала покладистыми». Они сами приучались к выездке.
Для подбора лошадей для нужд армии использовались офицеры тыла. Так, в сентябре 1812 года Александр I направил офицера Главной квартиры Е. Ф. Комаровского на Волынь и Подолье. Последний успешно осуществил подбор лошадей и отправил генералу Кологривову для нужд армии 10 тысяч лошадей. В дальнейшем Комаровский, работая в других губерниях, направил ещё 37 810 лошадей. Губернаторы зимой 1812—1813 годов «купили для кавалерии» 14 185 лошадей. В Русской армии следили за здоровьем лошадей. В декабре 1812 года Кутузов приказал отобрать раненых и больных лошадей и отправить их «по левому берегу Днепра к Сычёвскому уезду» для отдыха и восстановления сил.

### Доставка резервов
Согласно общим правилам «о военных дорогах» 1812 года, снабжение ресурсами действующей и резервной армий осуществлялось по военным дорогам, которые пролегали по наиболее населенным землям. Управление военными дорогами осуществлял генерал-интендант армии. На военных дорогах через каждые 14 верст устраивались станции. Станции комплектовались провожатыми, конной тягой, подводами. На станциях содержалось в среднем около 1 200 лошадей, из которых «попеременно» использовалась 1/6 часть. 10 лучших лошадей отводились для курьеров. На станциях оборудовались помещения для содержания отрядов, следующих в места назначения. Обеспечивалось их питание, медицинское обслуживание. На каждые 3 станции полагался офицер с караулом. На военных дорогах устраивались магазины. По военным дорогам запрещалось перемещение «больших отрядов» кавалерии. Для них учреждались «особые дороги». К военным дорогам также относились и «водяные сообщения» — судоходные реки.
В своих исследованиях историк Ливен привел ряд примеров процесса доставки подкреплений для нужд войск «в земле союзной». Так, к середине марта 1813 года Лобанов-Ростовский отправил в действующую армию 37 484 рекрутов. Однако, к месту назначения в Варшаву прибыло не 37 тысяч человек, а около 25 тысяч. Основная часть людей отстала из-за болезней и истощения. Рекруты-новобранцы начали затяжной марш (более 1 700 км) в декабре 1812 года от Нижнего Новгорода через Белицу и далее в полевую армию. Поход осуществлялся зимой по дорогам разоренным войной. Резервисты «посланные из Петербурга и Ярославля понесли схожие потери».
8 июня 1813 года Александр I проводил смотр резервистов, прибывших из Петербурга и Ярославля и находившихся на марше три месяца. Британский представитель Роберт Вильсон, вспоминал, что император был поражен внешним видом пехотинцев и кавалерии «их материальная часть выглядели так словно они только что покинули казармы для участия в параде» всадники и лошади «выглядели столь же свежими». Он отмечал, что «если бы английские батальоны прошли одну десятую часть такой же дистанции, они бы хромали в течение» несколько недель и снаряжение оказалось бы в плачевном состоянии.
Весной и летом 1813 года русские подкрепления «пополнили не только полевую армию, но и стратегический резерв коалиции — Польскую армию под командованием генерала Беннигсена.

## Участие Резервной армии в боевых действиях
Осенью 1813 года Польская армия генерала Беннигсена, в состав которой вошли корпус ополчения генерала Толстого (49 тысяч), корпус генерала  Дохтурова (40 тысяч), и около 30 тысяч резервистов,  должна была следовать в Саксонию. Однако, оставлять в тылу французские гарнизоны крепостей Модлин и Замостье было опрометчиво, так как последние при поддержке польского населения пригодились бы Наполеону при возможном вторжении в Силезию. Сознавая опасность, Александр I приказал командующему Резервной армии генералу Лобанову-Ростовскому сменить Польскую армию Беннигсена «в деле блокирования крепостей Модлин и Замостья, присматривать за Варшавой, Люблином и держать в благоговейном страхе польское население», а также продолжать готовить резервы. К исходу 1813 года блокада Модлина и Замостья силами Резервной армии привела «к капитуляции обеих крепостей».

## Оценка историков и военных
Полковник Рудольф фон Фридрих, офицер прусского генерального штаба вспоминал:
 Русские резервы, прибывшие во время перемирия, намного превосходили прусские и австрийские подкрепления. Русские были прекрасными солдатами …  были отважны, послушны и неприхотливы . Оружие, одежда и снаряжение были очень хороши и в целом они были хорошо обучены. Пережившие долгие месяцы изнуряющих маршей, солдаты были чрезвычайно упрямы и никогда не унывали. Кавалерия была в целом прекрасно выезжена, хорошо обучена и имела безупречные обмундирование и снаряжение
Генерал Лобанов-Ростовский в письме, от 14 апреля 1815 года, докладывал А. И. Горчакову цифры численности Резервной армии, которая к тому времени достигла «небывалой мощи» и составила 325 тыс. человек.

## Примечание
1. 1 2  Ливен, 2012, с. 458.
2. 1 2  Военная энциклопедия, 1914, с. 28.
3. ↑  Полное собрание законов Российской Империи, 1830, с. 535.
4. ↑  Полное собрание законов Российской Империи, 1830, с. 545.
5. ↑  Энциклопедия, 1913, с. 36.
6. ↑  Военная энциклопедия, 1913, с. 583.
7. ↑  Брозин Василий Иванович. Дата обращения: 14 июня 2020. Архивировано 27 января 2022 года.
8. ↑  Эссен, Петр Кириллович // Русский биографический словарь : в 25 томах. — СПб.—М., 1896—1918.
9. ↑  Ливен, 2012, с. 42.
10. ↑  Ливен, 2012, с. 446.
11. ↑  Ливен, 2012, с. 67.
12. ↑  Ливен, 2012, с. 68.
13. ↑  Ливен, 2012, с. 448.
14. ↑  Ливен, 2012, с. 449.
15. ↑  Полное собрание законов Российской Империи, 1830, с. 116.
16. ↑  Ливен, 2012, с. 447.
17. 1 2  Ливен, 2012, с. 451.
18. 1 2  Ливен, 2012, с. 452.
19. ↑  Сборник исторических материалов, 1890, с. 96-97.